# Мхедриони
Мхедриони (на грузински: მხედრიონი, приблизителен превод на български - „рицари“) е грузинска паравоенна организация, основана от грузинския писател Джаба Йоселиани през 1989 година, „за защита на националните интереси на грузинския народ“.
Членовете на организацията (които се считали за наследници на средновековните грузински „партизански“ отряди, борещи се срещу персийците и турската окупация, давали дума да защитават грузинския народ, Грузинската православна църква и земите на Грузия), носели медальони с изображение на Свети Георги Победоносец на едната страна, своите имена и кръвна група на другата.
Организацията изиграва важна роля при отстраняването от власт на президента Звиад Гамсахурдия и заемането на поста от бившия Министър на външните работи на СССР - Едуард Шеварднадзе. „Мхедриони“ участва активно в Грузино-абхазския конфликт. Официално е регистрирана с Постановление на Съвета на министрите на Грузия от 3 септември 1993 г., като Спасителен корпус. Официално организацията наброява чисоколо 2000 души. След 1994 година, влиянието на „Мхедриони“ върху политиката на Грузия отслабва.
В началото на 1995 г. Шеварднадзе обвинява „Мхедриони“ в това, че организацията е въвлечена в организираната престъпност, и разпорежда да бъде разоръжена. След неуспешен опит за покушение над Шеварднадзе (29 август 1995), той обвинява в подготовка на коалиция от мафиозки структури, в които, по негови думи, влизат „Мхедриони“ и техният ръководител Джаба Йоселиани, както и за други актове на политическо насилие.
Организацията е обявена за противозаконна, а Йоселиани е осъден на 11 години затвор.